# Schillerstraße 57 (Lang-Göns)

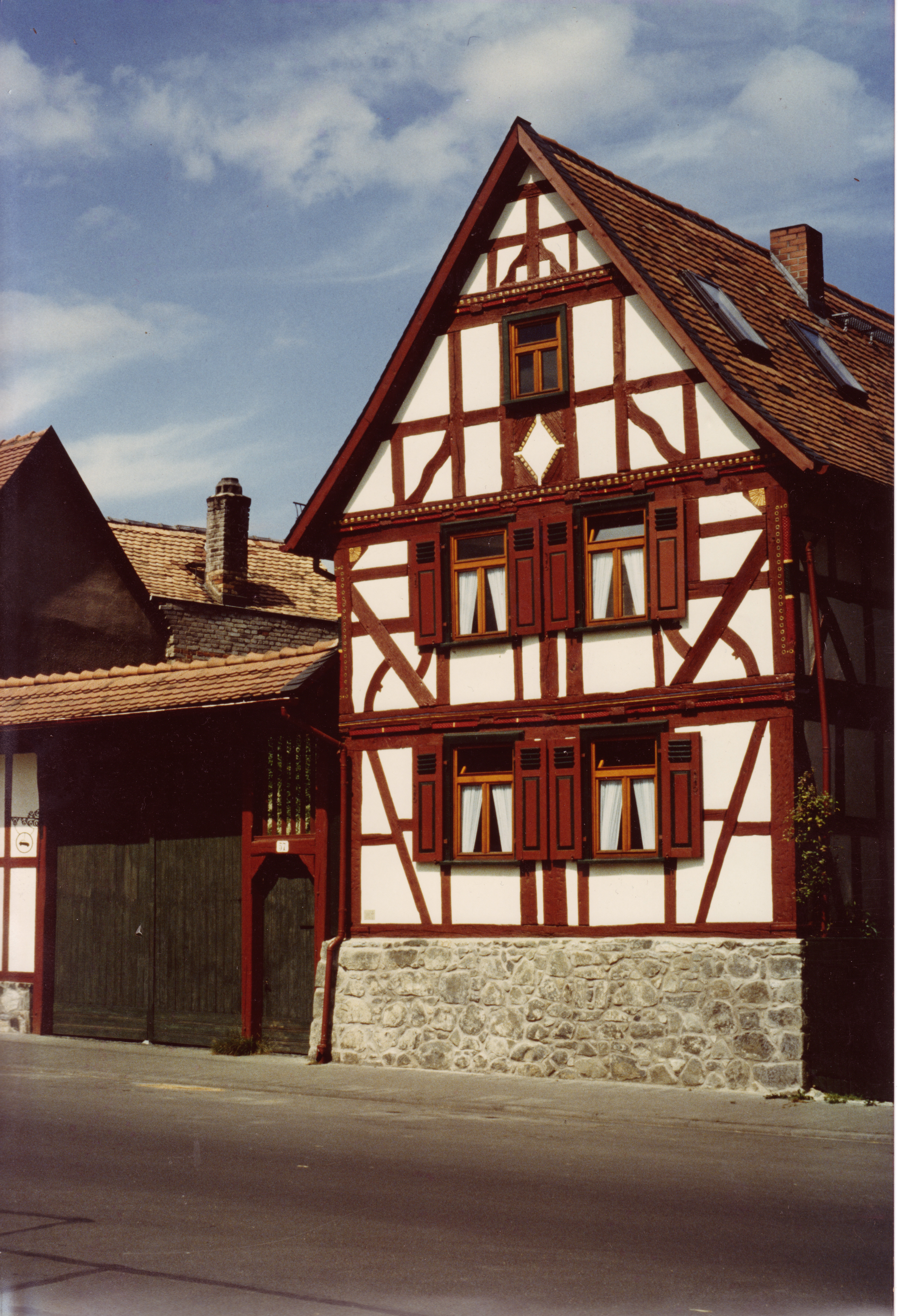
Wohnhaus vor der Verschindelung des Giebels 2010

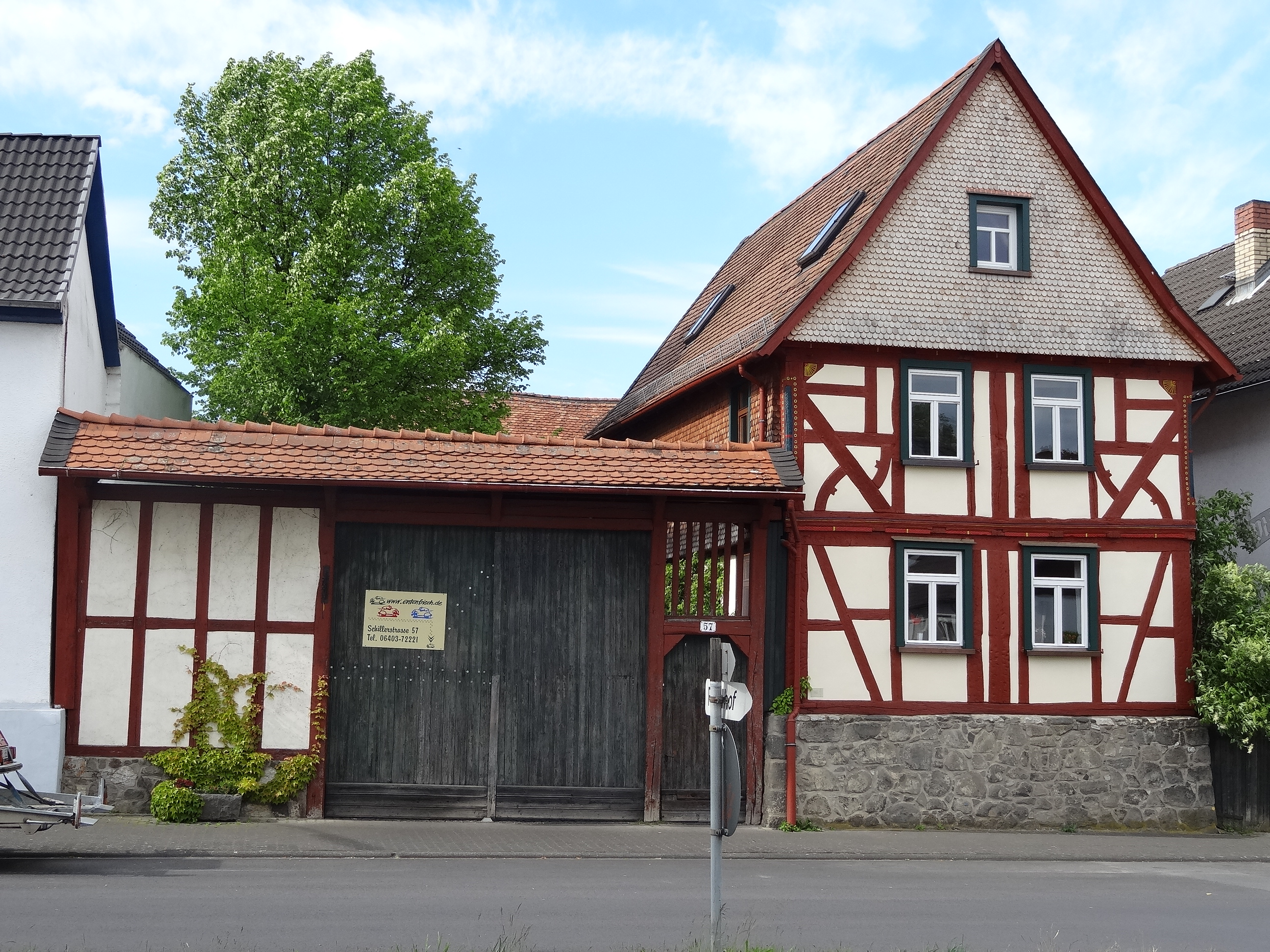
Wohnhaus und Torbau 2014

Die Hofanlage Schillerstraße 57 steht in Lang-Göns, einem Ortsteil der Gemeinde Langgöns im Landkreis Gießen (Hessen). Auf Grund des aufwändig ausgeführten Fachwerks des Wohnhauses und der hervorgehobenen Betonung des Hüttenberger Hoftors im Straßenbild der besonders breit ausgebauten Schillerstraße sind das Fachwerkhaus, das Hoftor sowie das bewahrte Wirtschaftsgebäude ein künstlerisches und städtebauliches hessisches Kulturdenkmal.
Das Fachwerkwohnhaus wurde wahrscheinlich um das Jahr 1700 erbaut. Das mit zwei Fensterachsen und schlanken Proportionen giebelständig zur Straße stehende zweigeschossige Gebäude ruht auf einem Bruchsteinsockel, der sich trapezförmig nach oben verjüngt. Das symmetrisch strukturierte Fachwerk der Giebelseite zeigt außer dem schlichten Fachwerk im Erdgeschoss Einflüsse des rheinisch geprägten Fachwerkbaus. Die Balken des Fachwerks sind in dunklem Rot gehalten, die Felder weiß. Der Giebel sowie die Traufseite zum Innenhof wurden 2009/2010 mit Holzschindeln verkleidet. Das Haus schließt mit einem einfachen Satteldach ab. Im Horizontalgebälk zwischen den Stockwerken ornamentieren mit Kerben strukturierte Füllhölzer die Bereiche zwischen den Balkenköpfen. Die Schwelle, auf dem das Obergeschoss ruht, ist gesimsartig mit einer blau und einer gelb gefärbten Rille profiliert. Verdeckt unter den Holzschindeln sind die Schwellen des Satteldachgiebels und des Spitzgiebels mit einem gelben Diamantband versehen. Die Eckständer im Obergeschoss sind zur Kante hin plastisch als Viertelsäulen gestaltet, blau bemalt und mit gelben Kreisen umrahmt. Sie werden jeweils durch dreiviertel geschosshohe Streben betont, die unterhalb der Riegel mit genasten und gebogenen Gegenstreben versehen sind und im Kopfwinkelholz gelb profilierte Viertelkreisrosetten enthalten. Zentral unter dem Giebelfenster liegt ein mit Winkelhölzern gestaltetes Rautenmotiv, das mit Diamantbändern bekräftigt wird. Das Rautenmotiv wird auf beiden Seiten durch geschweift ausgeführte Kurzstreben betont. Die weißen Fensterrahmen sind von blauen Gewänden umgeben, die gusseisernen Fensterladenhalter zeigen Büsten. 1987 wurde das Gebäude beim Fassadenwettbewerb der Maler- und Lackierer-Innung für den Landkreis und die Stadt Gießen mit dem zweiten Platz ausgezeichnet.
Auch auf den Traufseiten verläuft das ornamental ausgebildete Quergebälk auf der gesamten Länge weiter. Unter der heute verkachelten Hofseite erhält eine Mannfigur durch nasenbesetzte Gegenstreben und geschwungene Kurzstreben ihr Aussehen. Ebenfalls zum Hof hin findet sich eine weitere Rautenfigur, die zusätzlich mit Nasen besetzt ist. Das Fachwerk auf der gegenüberliegenden Seite des Wohnhauses, wo einst ein schmaler Weg verlief, steht auf zwei verschieden hohen Sockeln und ist schlichter gehalten.
Die jüngere überdachte Toranlage schließt links an und ist als Hüttenberger Hoftor angelegt, mit gesonderter Torfahrt, Pforte und Fachwerkgewandung. Das Gefach über der Pforte ist mit sechs in der Grundfläche quadratischen, senkrecht stehenden Stäben versehen, die um 45 Grad gedreht und mit einer Kante zur Straßenseite ausgerichtet sind. Die Balken der Toranlage sind in dunklem Rot, die Türen in dunklem Grün gehalten.
Die Scheune, in der sich heute eine Fachwerkstatt für Citroën 2CV-Oldtimer befindet, ist datiert mit der Jahreszahl 1869 und wurde aus Niederkleen transloziert, der Vorgängerbau war einem Brand zum Opfer gefallen.
Das Gebäude Schillerstraße 57 und die auf der gleichen Straßenseite westlich liegenden Gebäude bis einschließlich Schillerstraße 73 mit ihren Hofreiten aus dem 18. und 19. Jahrhundert, Fachwerkhäusern und weit in die Parzellen gehenden Nebengebäuden, stellen als Gebäudeensemble ein Gesamtbild dar und sind Teil der denkmalgeschützten Gesamtanlage historischer Ortskern Lang-Göns.